# Nelson Palma Travassos
Nelson Palma Travassos (Santa Rita do Passa Quatro, 21 de novembro de 1903 — 4 de dezembro de 1984) foi um proprietário rural, jornalista, editor e escritor brasileiro.
Foi colaborador dos jornais O Estado de S. Paulo e Folha de S. Paulo. Iniciou a carreira jornalística no Rio de Janeiro, onde cursou o primeiro ano da Faculdade de Direito, transferindo-se em seguida para a Faculdade de Direito do Largo de São Francisco, em São Paulo, na qual se bacharelou em 1928.
Em 1927, fundou com o Prof. Noé Azevedo a Empresa Gráfica da Revista dos Tribunais e, após seu desmembramento, a Editora Revista dos Tribunais. Publicou inúmeros livros de grande significação cultural e literária. De sua autoria destacam-se Nos bastidores da literatura (1944), Nem tudo que reluz é ouro (1948), No meu tempo de mocinho (1961), Livro sobre livros (1978) e Minhas memórias dos Monteiros Lobatos (1974).
Foi membro da Academia Paulista de Letras, tendo sido o terceiro ocupante da cadeira nº 18, e da Academia Paulista de Jornalismo, na qual ocupou a cadeira nº 35.